# ویکتور بالاگر
ویکتور بالاگر (به انگلیسی: Víctor Balaguer) (زاده ۱۶ آوریل ۱۹۲۱-درگذشته ۱۷ آوریل ۱۹۸۴) خواننده اسپانیایی بود.
او نماینده اسپانیا در یوروویژن ۱۹۶۲ بود.